# فهرست جاذبه‌های گردشگری

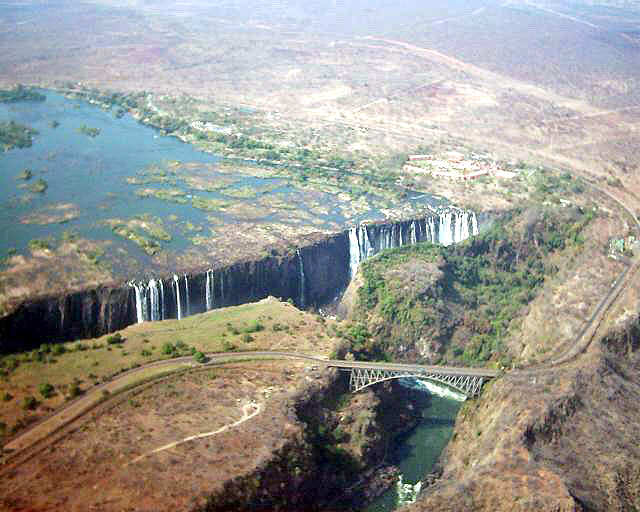
آبشار ویکتوریا، زیمبابوه

فهرست‌های زیر از جاذبه‌های گردشگری شامل جاذبه‌های گردشگری در کشورهای مختلف می‌شود.

## بر پایه نوع
- فهرست پربازدیدترین موزه‌های جهان
  - فهرست ورزشگاه‌ها
- فهرست میراث جهانی
- رده:ذخیره‌گاه‌های طبیعی

### ساختمان‌ها و سازه‌های بلند
- فهرست بلندترین ساختمان‌ها و سازه‌ها در جهان
- فهرست بلندترین ساختمان‌ها
- فهرست بلندترین برج‌ها
- سکوهای بازدید

## بر پایه کشور

### استرالیا
- ویکتور هاربور، استرالیای جنوبی

### اتریش

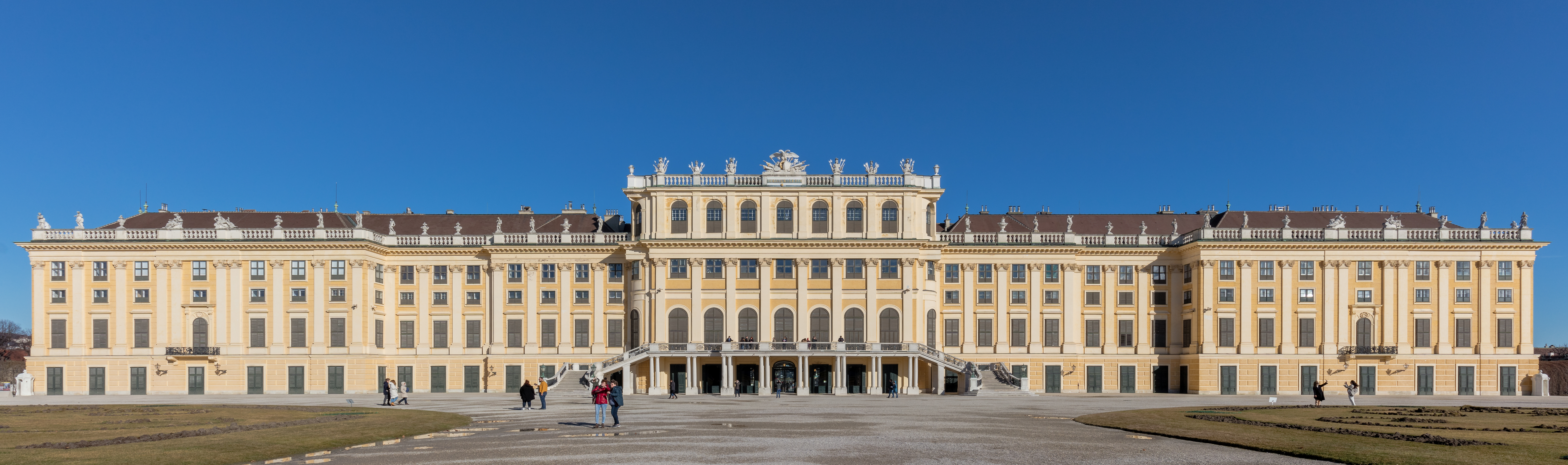
کاخ شون‌برون، اتریش

- رده:جاذبه‌های گردشگری اتریش
- فهرست میراث جهانی در اتریش

### آذربایجان

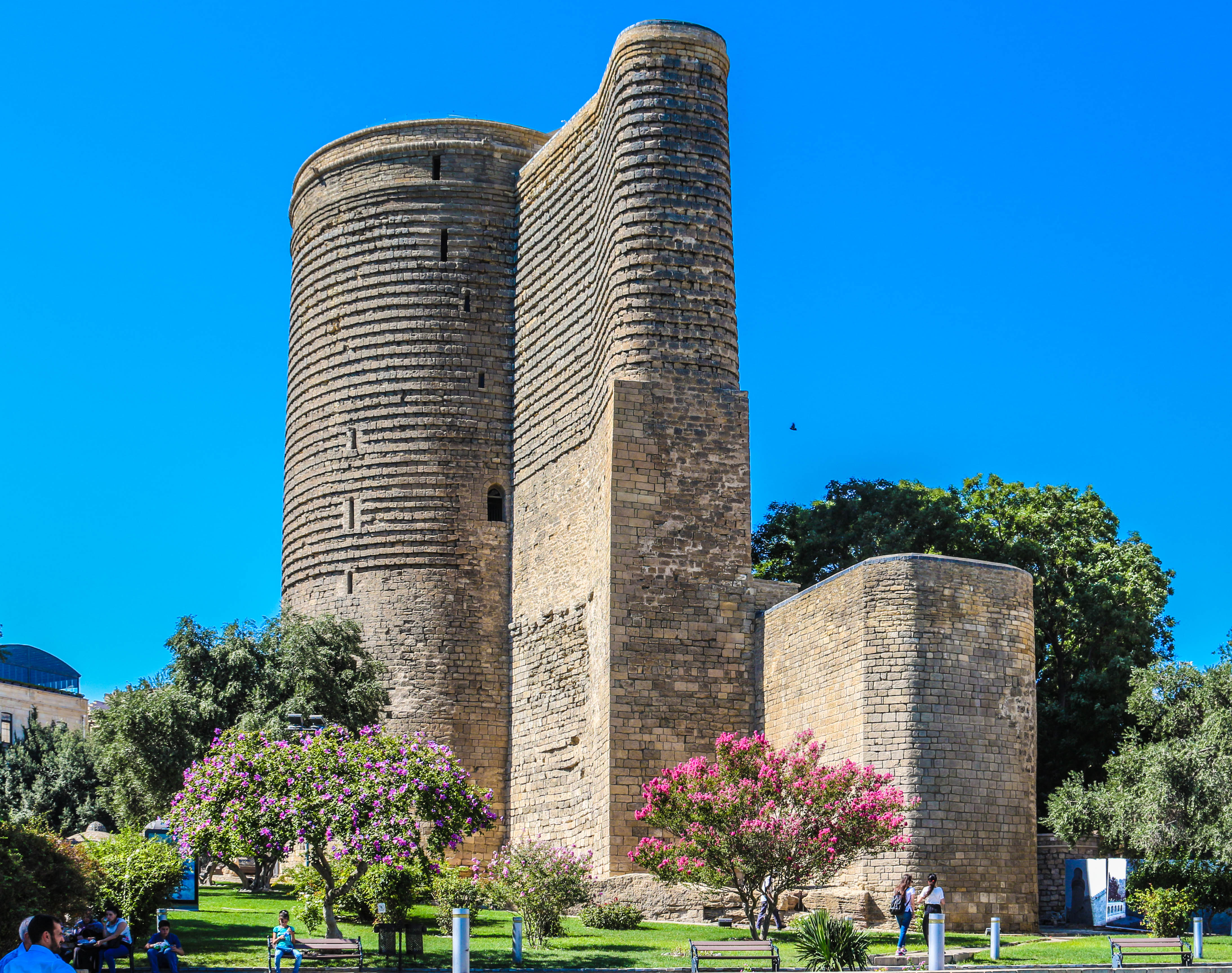
قلعه دختر، باکو

- رده:جاذبه‌های گردشگری جمهوری آذربایجان
- فهرست میراث جهانی در جمهوری آذربایجان

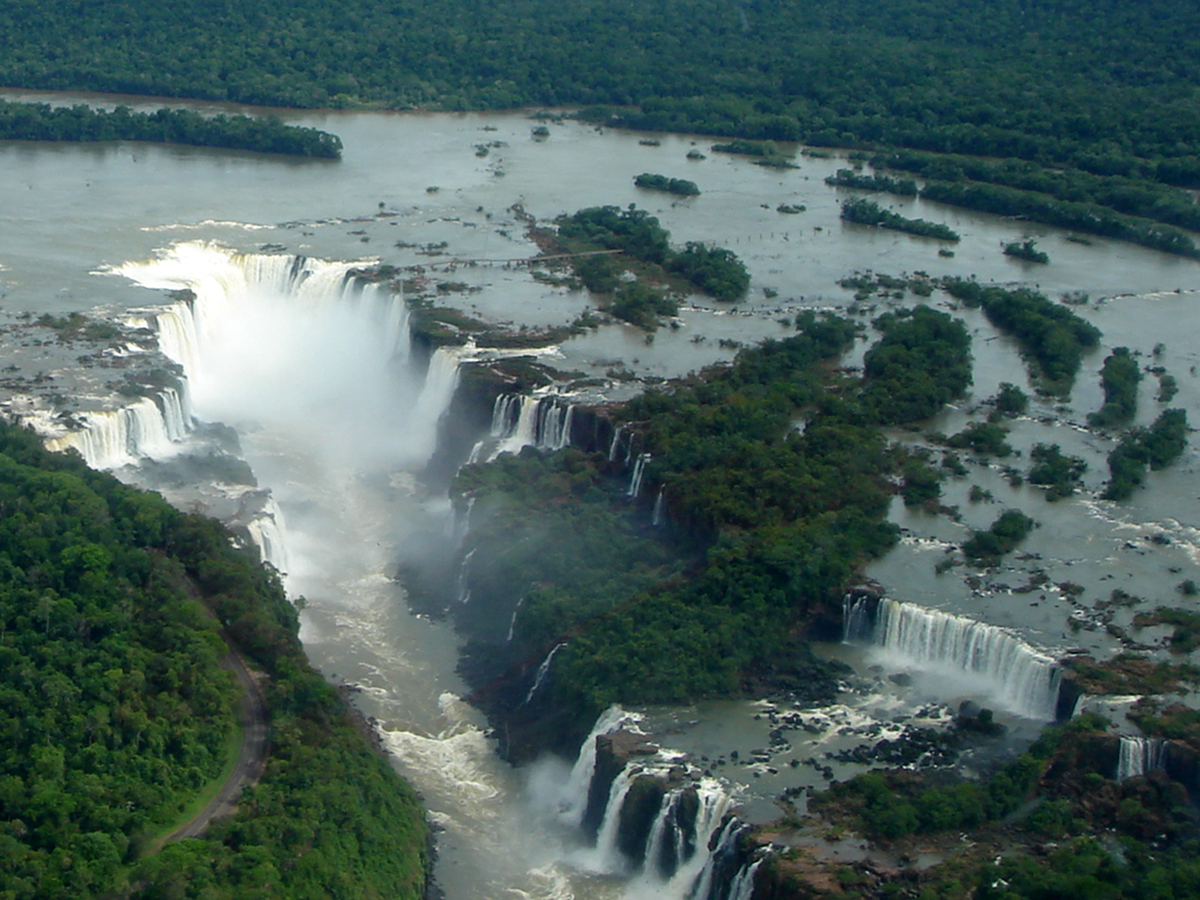
آبشار ایگواسو در برزیل از عجایب هفتگانه طبیعت

- گردشگری در باکو

### چین
- - فهرست میراث جهانی در چین

### فرانسه
- جاذبه‌های گردشگری پاریس

### اندونزی
- گردشگری در اندونزی

### ایران

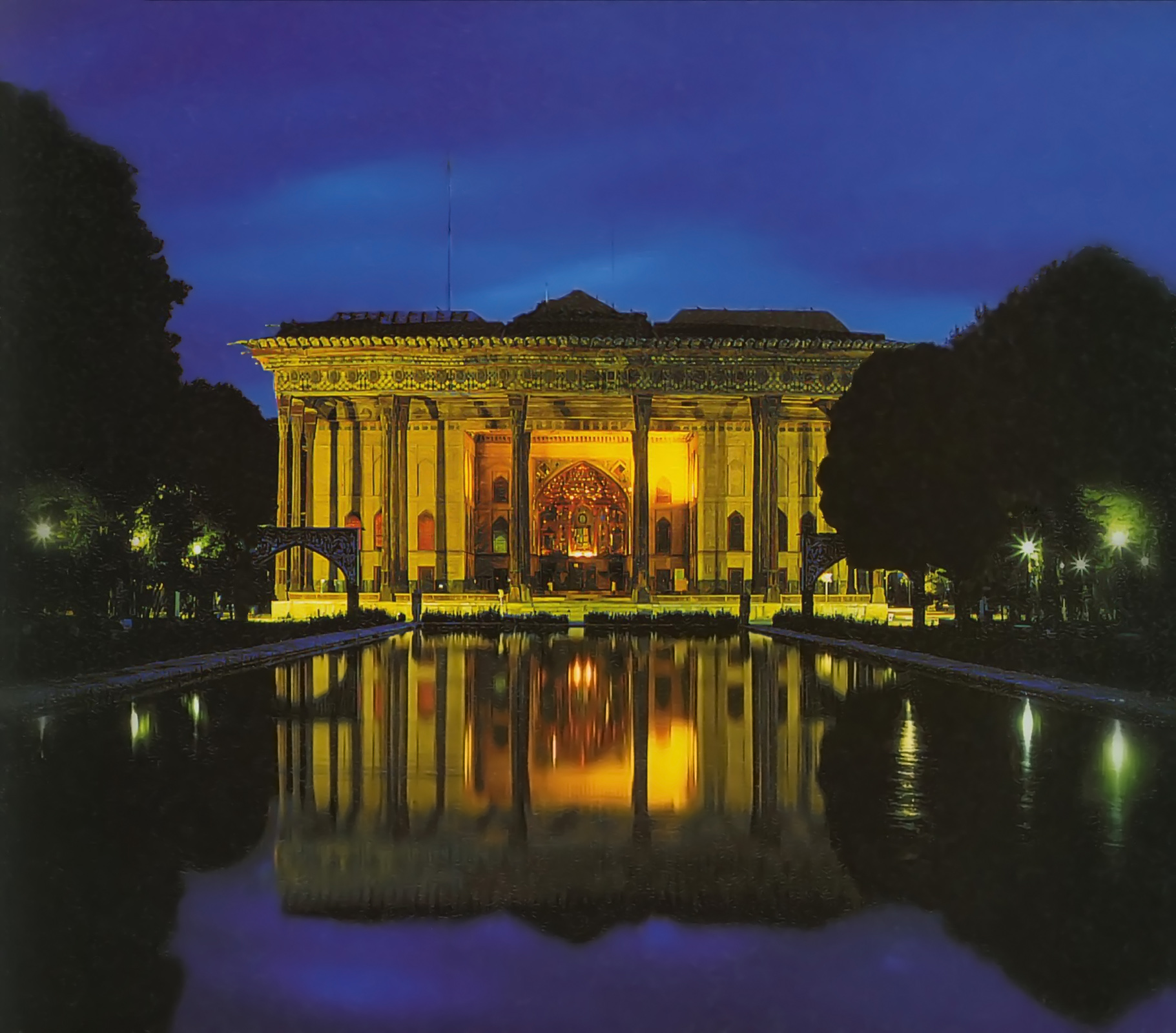
گردشگری در ایران

- اصفهان
- استان کرمانشاه
- شیراز
- تهران
- موزه پارینه‌سنگی زاگرس
- یزد
- استان خوزستان
- کرمان

### ژاپن

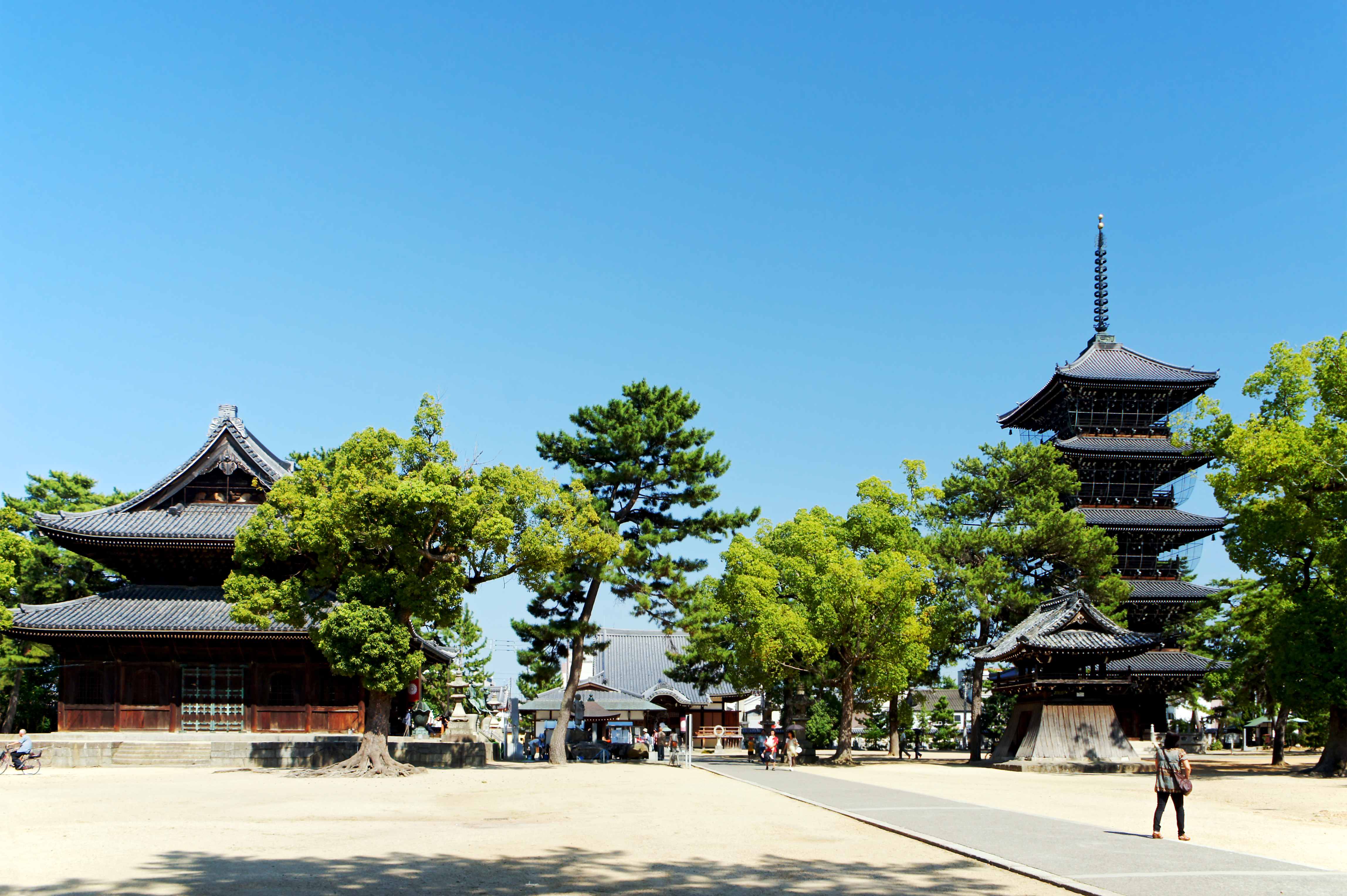
گردشگری در ژاپن

- - صد قلعه برتر ژاپنی
- فهرست پارک‌های ملی ژاپن
- فهرست میراث جهانی

### اردن

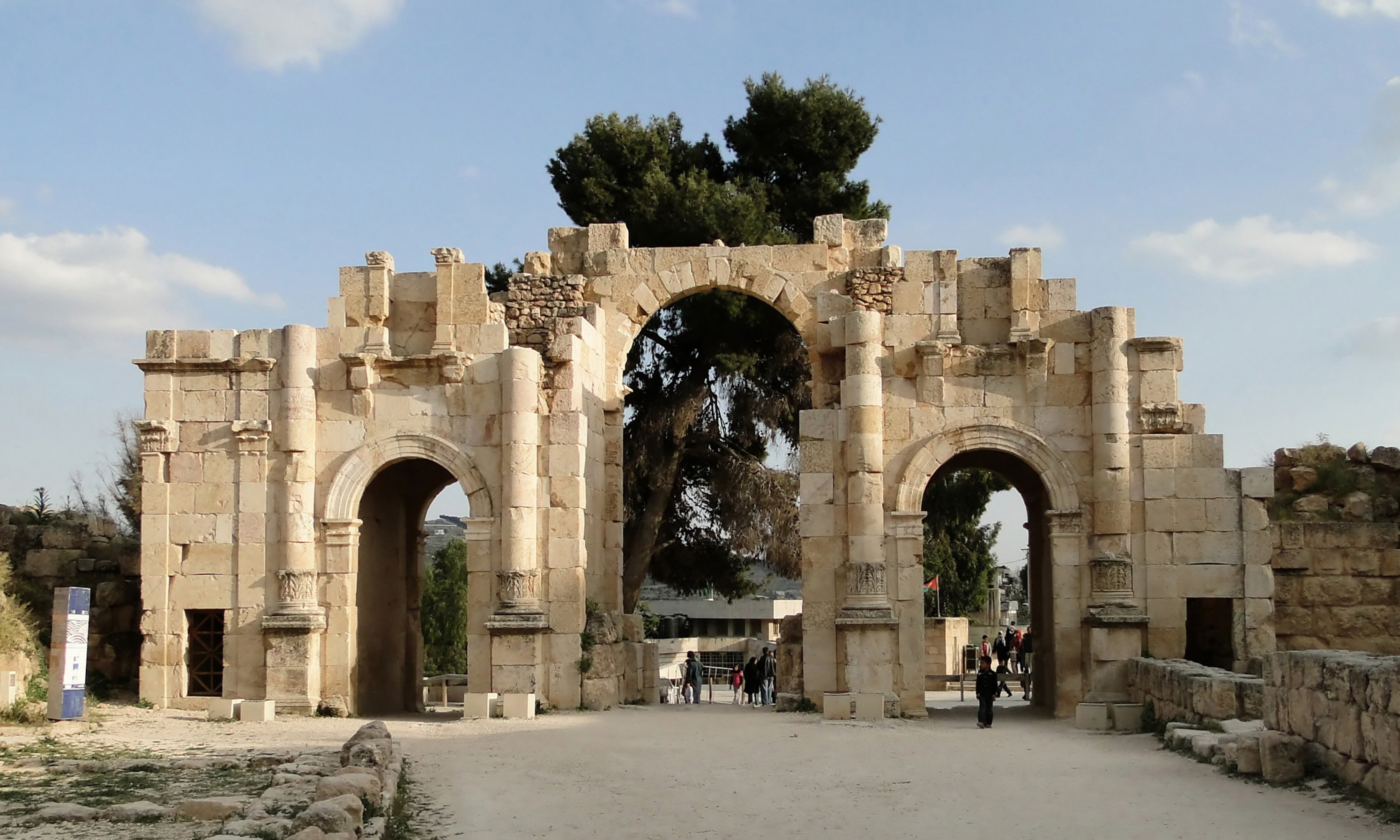
گردشگری در اردن

- گردشگری در اردن

### لبنان
- گردشگری در لبنان

### نیوزلند
- اوکلند (نیوزیلند)

### اسپانیا
- فهرست میراث جهانی در اسپانیا

### ترکیه
- گردشگری در ترکیه

### ایالات متحده

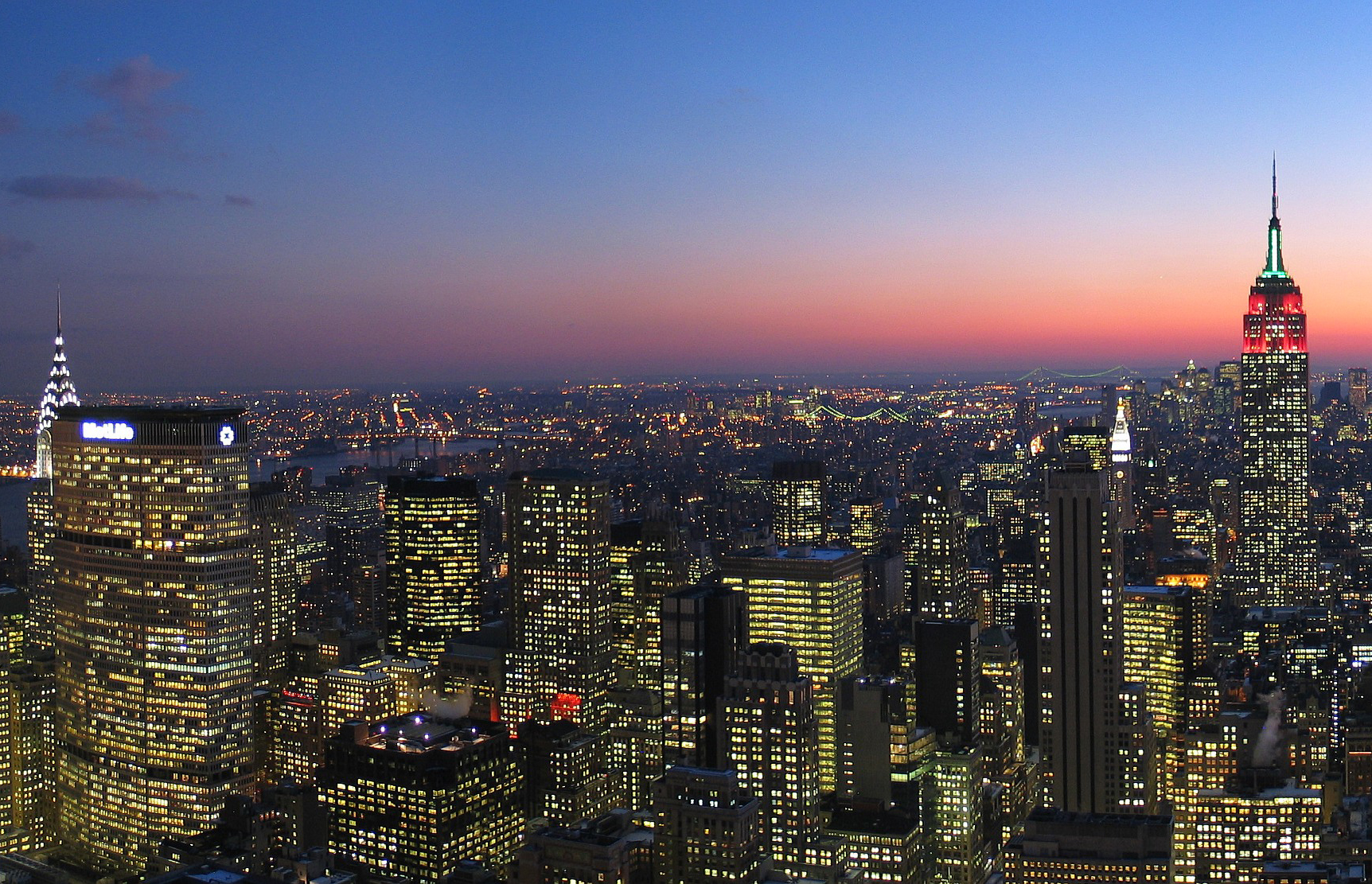
منهتن، نیویورک، ایالات متحده آمریکا

- موزه هنری